# Krigskomiteen-Røde Kors
Krigskomiteen-Røde Kors er en dansk dokumentarisk optagelse fra 1917.

## Handling
Første verdenskrig. Nødhjælp. Mænd, medlemmer af Røde Kors Krigskomite, forsamlet omkring et bord. Portrætter af betydningsfulde mænd. Højtstående søofficer ved bordenden.